# Liste der denkmalgeschützten Objekte in Schalchen (Oberösterreich)
Die Liste der denkmalgeschützten Objekte in Schalchen enthält die denkmalgeschützten, unbeweglichen Objekte der Gemeinde Schalchen im Bezirk Braunau am Inn.

## Denkmäler
| Foto |                 | Denkmal                                                                    | Standort                               | Beschreibung | Metadaten |
| ---- | --------------- | -------------------------------------------------------------------------- | -------------------------------------- | --- | --- |
| ja   | Datei hochladen | Flur-/Wegkapelle HERIS-ID: 90296 Objekt-ID: 104981                         | Standort KG: Furth                     | | BDA-Hist.: Q37746174 Status: § 2a Stand der BDA-Liste: 2025-06-30 Name: Flur-/Wegkapelle GstNr.: .72                                                                         |
| ja   | Datei hochladen | Heimathaus HERIS-ID: 90280 Objekt-ID: 104964                               | Hauptstraße 23 Standort KG: Schalchen  | | BDA-Hist.: Q37746062 Status: § 2a Stand der BDA-Liste: 2025-06-30 Name: Heimathaus GstNr.: 635/2                                                                             |
| ja   | Datei hochladen | Kath. Pfarrkirche hl. Jakob und Friedhof HERIS-ID: 90278 Objekt-ID: 104962 | Standort KG: Schalchen                 | Die Kirche Hl. Jakob wurde 1143 erstmals urkundlich erwähnt und ist ein gotischer Sakralbau, bei dem später eine Barockisierung stattfand. Das Langhaus ist einschiffig und dreijochig, der Chor ist einjochig mit 5/8 Schluss. Der Westturm mit romanischen Kern besitzt einen barocken achtseitigen Aufsatz und einen Zwiebelhelm. Der Hochaltar ist mit einem Gemälde von Tobias Schinagl bestückt und wird auf 1677 datiert. In der Torvorhalle steht die Gruppe Enthauptung Barbara aus der abgebrochenen Barbarakirche, von Thomas Schwanthaler stammend. | BDA-Hist.: Q26695980 Status: § 2a Stand der BDA-Liste: 2025-06-30 Name: Kath. Pfarrkirche hl. Jakob und Friedhof GstNr.: .80, 535/2 Pfarrkirche St. Jakobus d.Ä. (Schalchen) |
| ja   | Datei hochladen | Bauernhaus, Spitzerschmiede HERIS-ID: 38506 Objekt-ID: 38081               | Unterlochen 9 Standort KG: Unterlochen | | BDA-Hist.: Q37981620 Status: Bescheid Stand der BDA-Liste: 2025-06-30 Name: Bauernhaus, Spitzerschmiede GstNr.: 536/6                                                        |